# Diogmites wygodzinskyi
Diogmites wygodzinskyi là một loài ruồi trong họ Asilidae. Diogmites wygodzinskyi được Carrera miêu tả năm 1949. Loài này phân bố ở vùng Tân nhiệt đới.